# Роке Саенс Пенья
Ро́ке Са́енс Пе́нья (ісп. Roque Sáenz Peña; 19 березня 1851 — 9 серпня 1914) — аргентинський адвокат і політик, учасник Тихоокеанської війни. Був президентом Аргентини у 1910—1914 роках. Син Луїса Саенса Пеньї.

## Біографія
На рахунку президента Саенса Пеньї прийняття знаменитого Закону 8871, відомого як «Закон Саенса Пеньї», який здійснив реформу виборчої системи в Аргентині. Голосування стало таємним, загальним та обов'язковим для чоловічого населення. Закон Саенса Пеньї поклав край фальсифікаціям, якими постійно займалась консервативна аргентинська олігархія. Завдяки йому під час перших вільних виборів до влади прийшов Громадянський радикальний союз. На честь президента Роке Саенса Пеньї названо одну з вулиць Буенос-Айреса.
Саенс Пенья брав участь у Другій тихоокеанській війні (1879—1883) як офіцер Перуанської армії, після чого потрапив у полон й упродовж шести місяців перебував у таборі в Чилі.
Його дочка стала дружиною Карлоса Сааведру Ламаса.